# Chorgestühl (Ebersmunster)

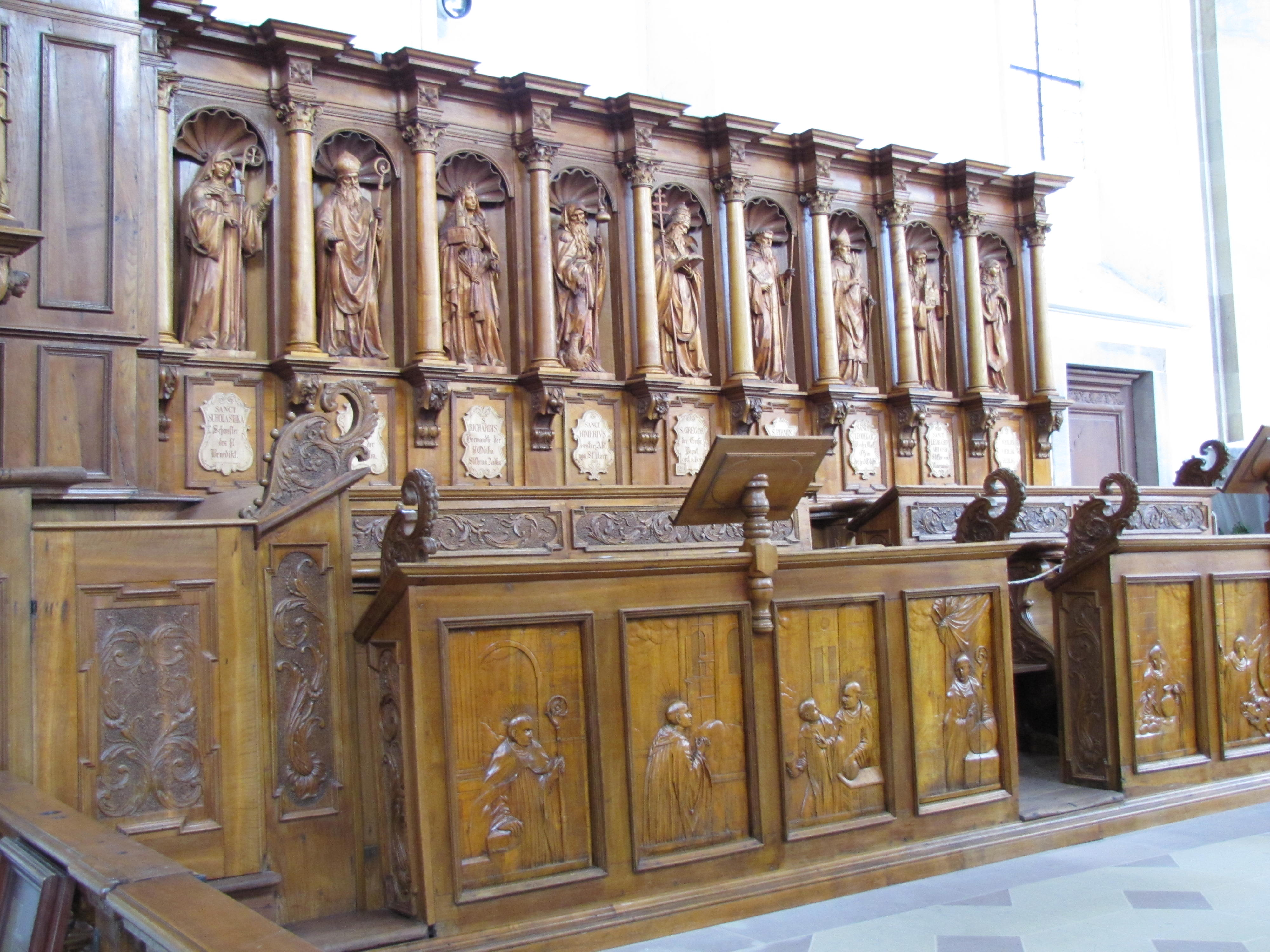
Chorgestühl in Ebersmunster

Das Chorgestühl in der ehemaligen Abteikirche St. Mauritius in Ebersmunster, einer französischen Gemeinde im Département Bas-Rhin der Region Grand Est (bis 2015 Elsass), wurden nach 1690 geschaffen. Im Jahr 1979 wurde das barocke Chorgestühl als Monument historique in die Liste der geschützten Objekte (Base Palissy) in Frankreich aufgenommen.
Das Chorgestühl in Ebersmunster kann nicht exakt datiert werden. Es wurde von einem Konversen des Klosters geschaffen und wird in die Zeit um 1690 datiert, da ab diesem Zeitpunkt die Neueinrichtung der Kirche erfolgte. 
Das Chorgestühl besteht an beiden Seiten aus einer vorderen Sitzreihe und der erhöhten Sitzreihe dahinter. An den Wänden stehen je zehn Heiligenfiguren in Nischen, diese werden von Säulen mit korinthischen Kapitellen abgetrennt. Die Heiligen haben einen Bezug zur Geschichte des Benediktinerordens bzw. dem Elsass.
Die Reliefs an der hölzernen Vorderwand stellen Benediktinermönche dar.

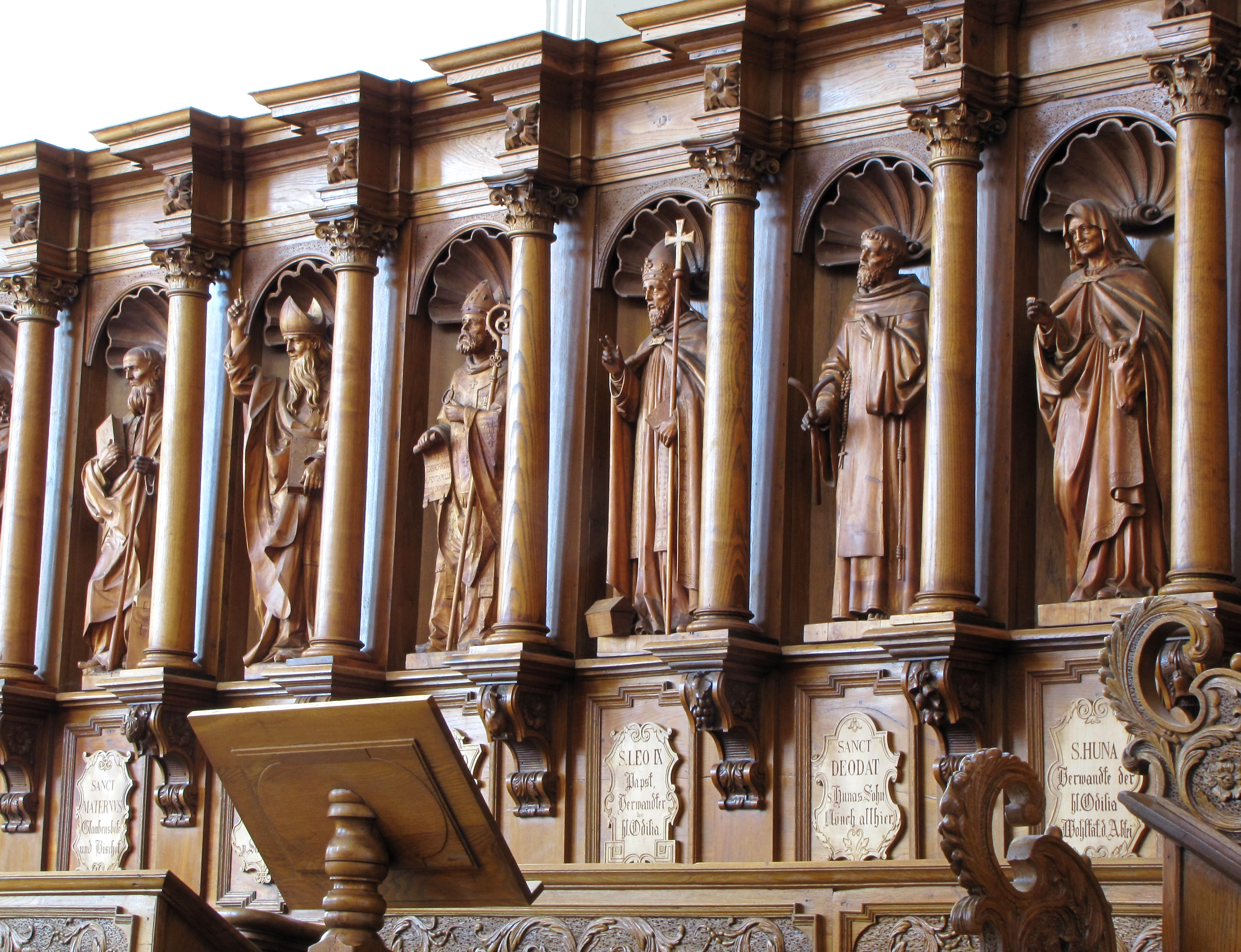
Heiligenfiguren
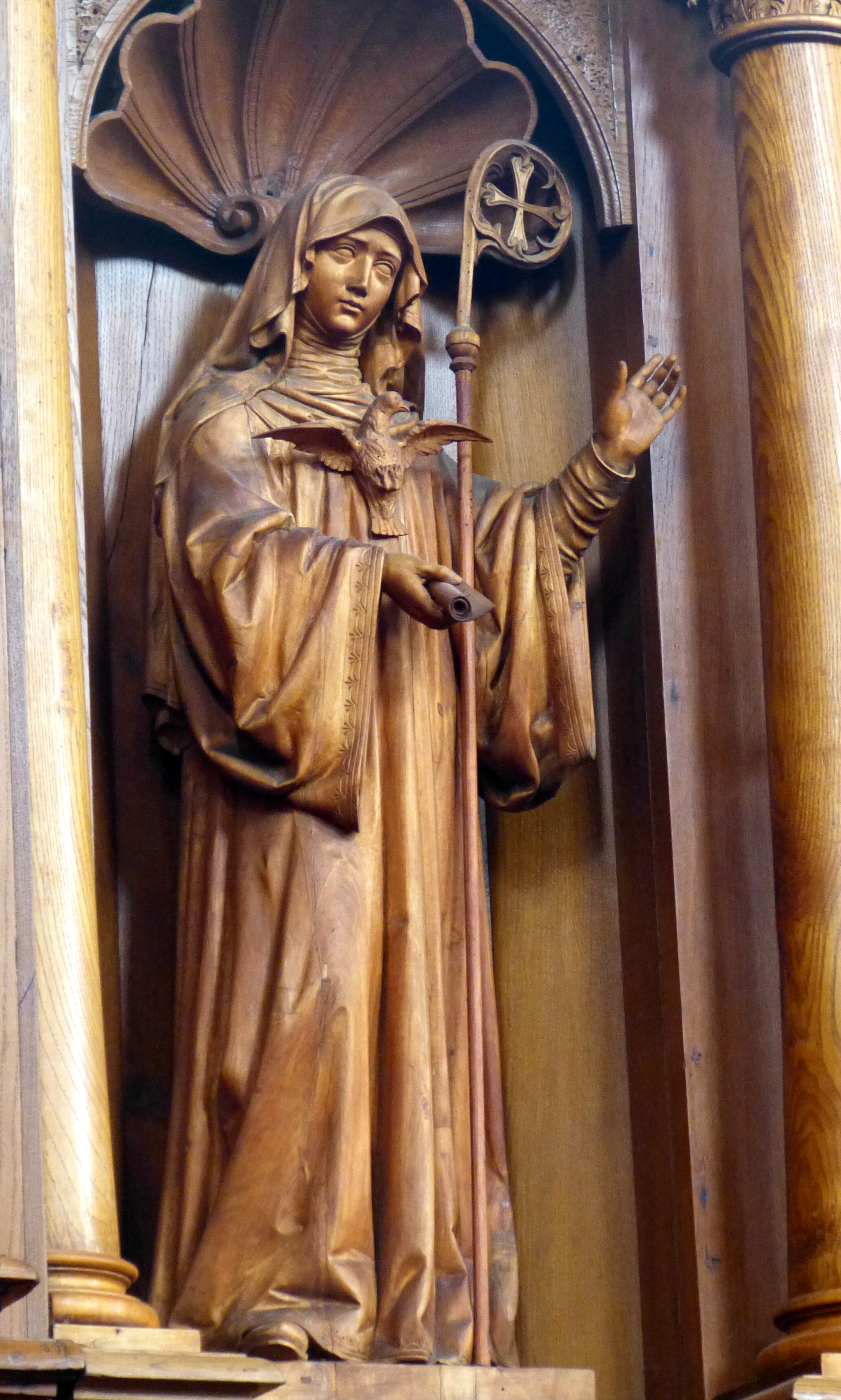
Heilige Scholastika
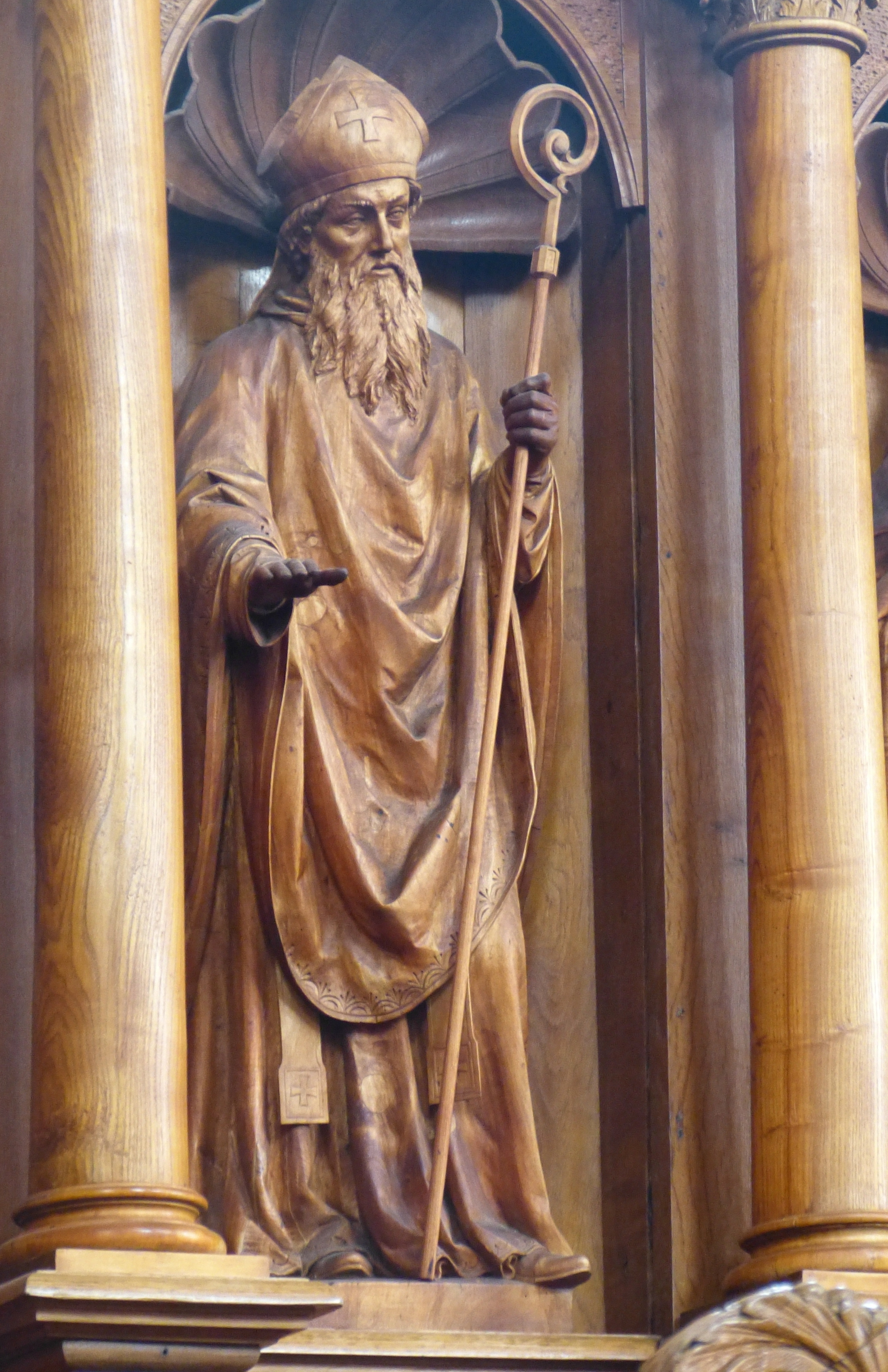
Heiliger Hidulf
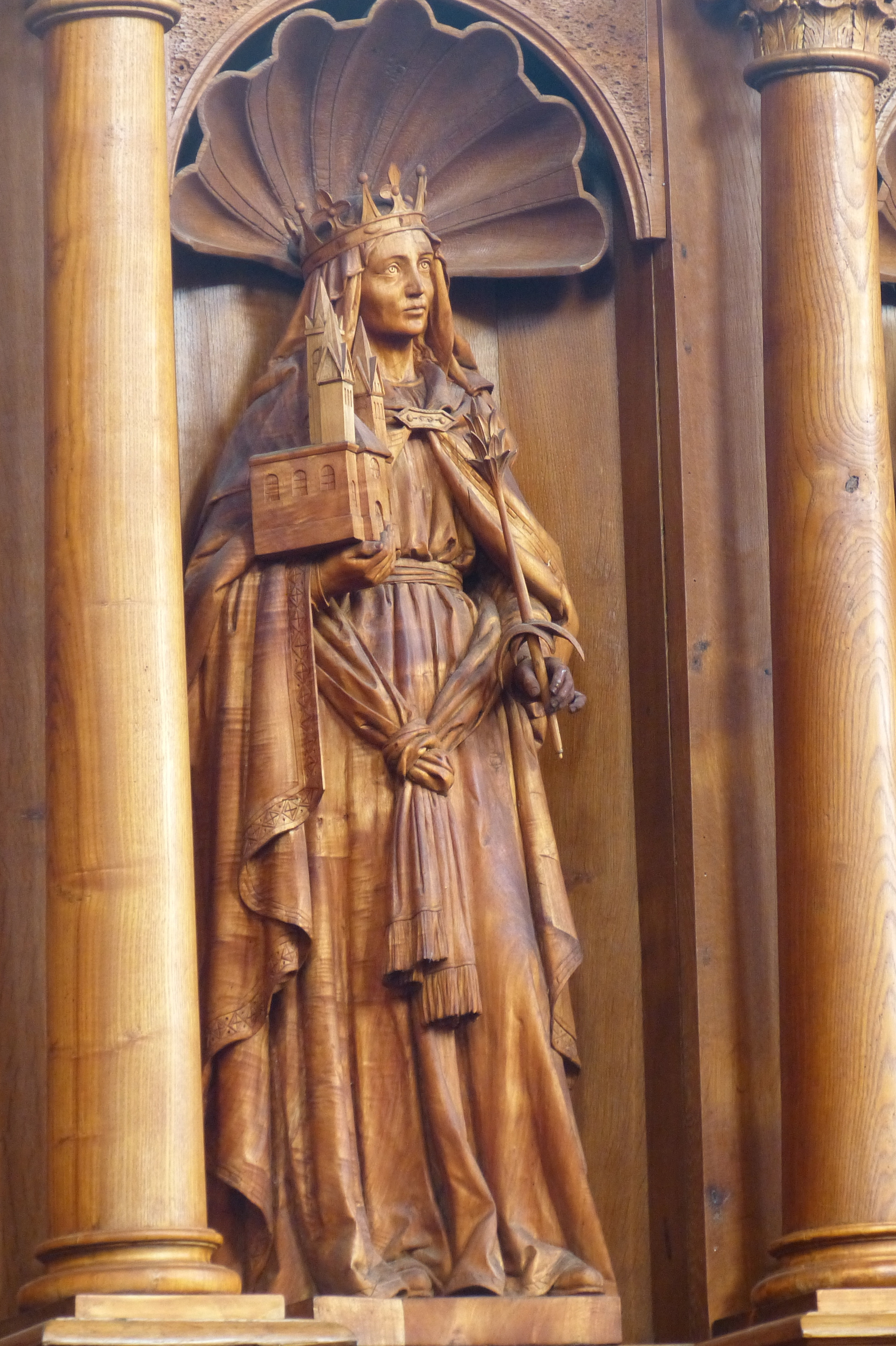
Heilige Richardis